# Мала Женска Антанта
Мала Женска Антанта је организација основана у Риму, маја 1923. године, приликом Интернационалног Конгреса за Женско Право Гласа. Чланице Мале Женске Антанте биле су жене из Чехословачке, Румуније, Пољске, Грчке, Бугарске и Краљевине СХС. Циљ ове организације био је рад на социјалном, економском и политичком јачању жене и на уклањању свих несугласица које би се могле створити између земаља М. Ж. А. у интересу општег мира.

## Стварање организације
Југословенска делегација, коју је предводила председница Женског Покрета Лепосава Петковић, тежила је да ступи у што ближу везу са другим словенским и балканским земљама. Наишавши на топао пријем у Риму и генерално на симпатије и одобравање начина рада, код југословенске делегације родила се идеја о савезу. Ова идеја је једногласно и са одушевљењем прихваћена и тако је створен савез под именом Мала Женска Антанта. За заједнички програм рада утврђено је да жене траже своја политичка, грађанска и општинска права, да се задобије равноправност у закону, борба против експлоатисања жене, приступ жена бољим положајима у професији и да се заштите мајка и дете.
М.Ж.А. одмах започиње са радом и почиње одржавање седница, којима руководи једногласно изабрана председница Лепосава Петковић. Први циљ који су себи задале био је добијање једног члана у самом Извршном Одбору Интернационалне Алијансе за Женско Право. Тај одбор се састојао од десет лица и председнице са седиштем у Лондону. Као мале државе, чланице М.Ж.А. нису имале своје представнике у овом одбору, зато су затражиле да удружене добију једног представника. Потпомогнуте од стране Француске, М.Ж.А. добија свог представника госпођу Теодоропуло, која је била шеф грчке делегације и коцком изабрана за првог члана Извршног Одбора Интернационалне Алијансе.
У Риму је ударен темељ организације, а неколико месеци касније, на првој конференцији М.Ж.А. у Букурешту, створена су правила. Тада је одлучено и да ће наредна конференција бити одржана у Београду од 30. октобра до 3. новембра 1924. године.

## Конференција у Београду
Конференција у Београду била је веома битан и свечан догађај за жене из Краљевине СХС, четири делегације жена дошле су да се упознају са радом, животом, културом, дужностима и правима жена у њиховој земљи. Том приликом организована је и изложба женских ручних радова из свих земаља М.Ж.А. Идеја је била да се на тај начин покаже свету шта све жене могу да ураде на пољу културе и уметности.
Седнице конференције одржаване су у сали Дома Савеза Земљорадничких Задруга и њима је руководила тадашња председница М.Ж.А. принцеза Александра Кантакузин из Румуније. Седнице су све биле јавне, осим једне на којој се говорило о политичким приликама. На седницама је присуствовало много изасланица женских организација из целе земље.
После срдачних поздрава и увода прочитан је извештај о конференцији Међународног Женског Савеза и о конгресу Интернационалне Лиге жена за Мир и Слободу. Затим је госпођа Теодоропуло поднела извештај о раду и намерама Алијансе за Женско Право Гласа. На конференцији су се жене могле упознати са разним приликама под којим су живеле жене у земљама М.Ж.А. Констатовано је да жене у Чехословачкој и Пољској, где су имале право гласа, много више раде на културном и социјалном пољу и да тај рад позитивно утиче на целу земљу. Због тога је одлучено да се у Краљевини СХС, Румунији и Грчкој тражи активно и пасивно право гласа за жене.
Доста времена на овој конференцији посвећено је правима самохраних мајки и ванбрачне деце. Госпођа Пламинкова, чехословачки делегат, изнела је податке о броју ванбрачне деце у Чешкој по којима на 1000 новорођенчади долази 115 ванбрачно рођене деце. Ова деца, као и њихове мајке, остајала су ускраћена за многа права, само зато јер су рођена ван брака. Због тога је Госпођа Пламинкова изнела предлог о оснивању заједничке касе из које би се издржавала ванбрачна деца и давала прва помоћ мајкама, као и помоћ након порођаја. У касу ће уплаћивати и ванбрачни очеви према свом имовном стању, али ће износ који се делио деци бити исти за свако дете, потребан минимум за живот. Поред тога одлучено је и да се тражи да се у земљама у којима не постоји право истраживања оца, то право уведе.
Говорило се и о начину и методама које би било најбоље употребити за пропаганду феминизма у земљама М.Ж.А.
На крају конференције изабрана је по правилима нова управа М.Ж.А. и избор је пао на Краљевину СХС, а за председницу је изабрана Лепосава Петковић. Ово је уједно био и први случај да једна Српкиња буде председница једне интернационалне феминистичке организације.
Слободно време између седница делегати су искористили за разгледање женских установа у Београду. Јако позитиван утисак оставиле су женске установе и њихове чланице. Том приликом упознале су се радом следећих установа и удружења, које су у то време била активна:
- Коло Српских Сестара
- Дом Материнског Удружења
- Дом Ученица Средњих Школа
- Заштита Девојака
- Школа и Базар Женског Друштва
- Болница Женских Лекара
- Женски Клуб

Том приликом је шефица пољске делегације изјавила: Српкиње, ви радите на хуманом, на културном, на социјалном пољу, са тако великим одушевљењем и са тако лепим успехом, ви дижете болнице, домове, градите читаве палате, помажете држави, улепшавате варош, а немате никаквих политичких права која толико заслужујете! Ми још нисмо саградили ни једну кућу, па ипак имамо сва права.
Мала Женска Антанта престала је са радом 1930. године.